# Fernand Janssens

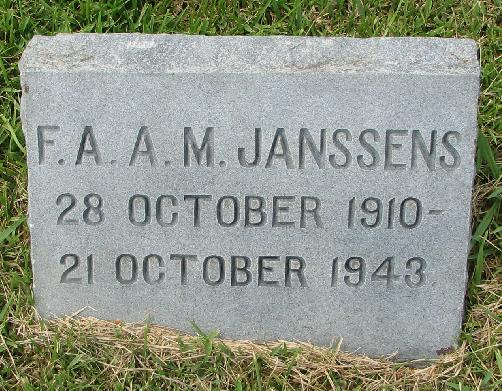
F.A.A.M. Janssens' grafsteen op Cedar Lawn Cemetery

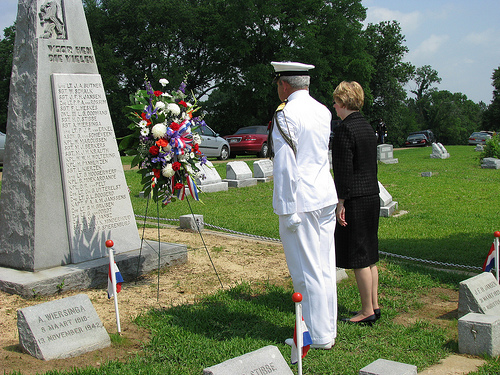
Jaarlijkse herdenking op Cedar Lawn voor gesneuvelde Nederlandse piloten

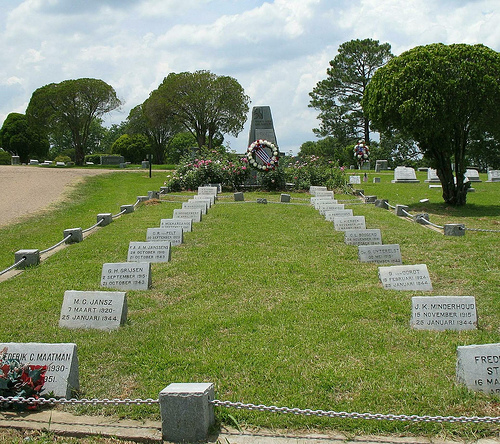
Nederlands Ereveld op Cedar Lawn

Fernand Adrianus Antonius Maria Janssens (Wognum, 28 oktober 1910 - Jackson, 21 oktober 1943) was een Nederlands vliegenier en Engelandvaarder. Janssens was piloot tijdens de Tweede Wereldoorlog. Hij werd FAAM genoemd.

## Engelandvaart
Om tijdens de Tweede Wereldoorlog uit bezet Nederland naar Engeland te komen liep Faam Janssens, samen met Nederlandse Luchtmachtpiloten Jhr Bodo Sandberg, Jan Bosch en A.C.H. Kanters door nazi-bezet België en Frankrijk naar Zwitserland. Vandaar slaagde hij erin via Frankrijk Spanje te bereiken en per schip, vanuit Bilbao, naar Engeland te komen.

## Vlieger
Daarna ging hij door naar Amerika waar hij bij de Royal Netherlands Military Flying School in Jackson, Mississippi, de rang van eerste luitenant-vlieger bereikte en vlieginstructeur werd.
Vanuit Jackson kreeg de familie regelmatig berichten, die hij ondertekende als 'tante', om zijn gezin niet in de problemen te brengen.

## Verongelukt
Op 21 oktober 1943 verongelukte Faam Janssens tijdens een testvlucht in Jackson, Mississippi. Mede-engelandvaarder en Nederlandse luchtmachtpiloot Jhr. Bodo Sandberg hielp om zijn vriend Faam Janssens te ruste te leggen in zijn graf op de Nederlandse erebegraafplaats op de Cedar Lawn Cemetery in Jackson.
"F.A.A.M. Janssens" is een van de 27 namen op het 'RNFS-monument' op die Nederlandse erebegraafplaats.

## Onderscheiden

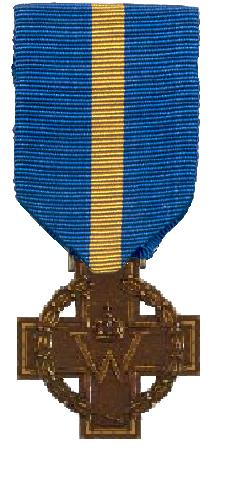
Kruis van Verdienste

Hij ontving bij Koninklijk Besluit no.11 van 25 februari 1943 het Kruis van Verdienste wegens het beleidvol voorbereiden en uitvoeren van een plan tot ontsnapping uit bezet Nederland waarna, na vele moeilijkheden te hebben ondervonden, Engeland werd bereikt.
Faam Janssens was de zoon van een arts aan het Rapenburg in Leiden. Deze had veel kinderen. Toen Faam met een protestante vrouw trouwde, wilde de familie hem niet meer zien. Hij heeft twee zonen, Rolf en Onno Janssens, die de rest van de familie nooit ontmoet hebben.